# Tile Wardenberg

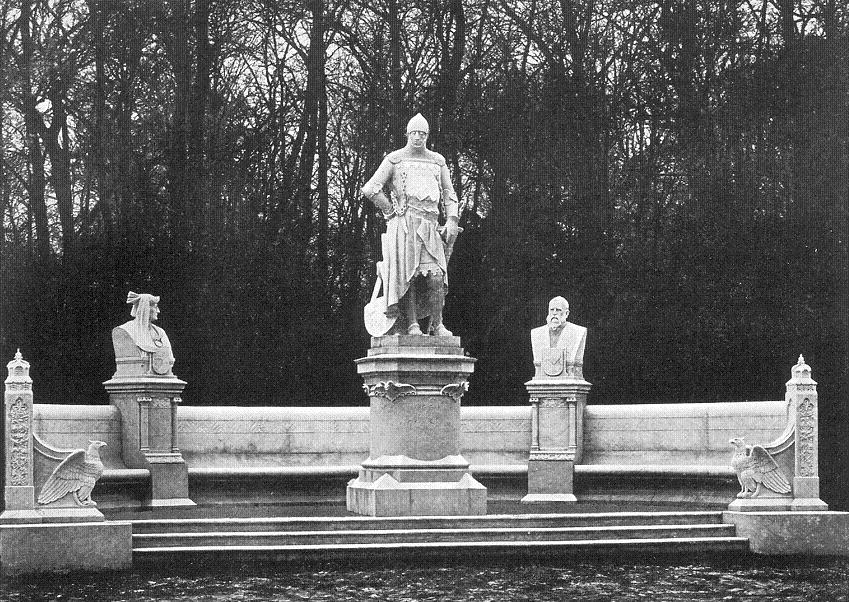
Thilo von Wardenberg rechts neben Otto V. von Wittelsbach auf der Siegesallee

Tile Wardenberg (auch Thilo von Wardenberg, Tielo Wardenberg; gestorben 1390) war ein einflussreicher Berliner Patrizier sowie Bürgermeister von Cölln, der im Machtkampf zwischen Wittelsbachern und Luxemburgern um die Mark Brandenburg sich für die ersteren einsetzte.

## Leben
Über sein Leben ist relativ wenig bekannt. Dennoch inspirierten seine Aktivitäten und seine Persönlichkeit mehrere historische Romane (siehe Literatur); schließlich galt er als bedeutsam genug, um in der Siegesallee Kaiser Wilhelms II. neben Otto V. von Wittelsbach präsentiert zu werden. 1375 wurde ein Tile Wartenberg im Landbuch der Mark Brandenburg als Bürger von Berlin genannt. Er führte die Doppelstadt Berlin/Cölln gemeinsam mit dem Berliner Bürgermeister Albert Rathenow. Beide setzen durch, dass ein Berliner Truppenkontingent gegen den mit dem Kaiser Karl IV. verbündeten Erzbischof von Magdeburg kämpfte. Nachdem Karl 1373 die Mark schließlich durch Kauf für das Haus Luxemburg erworben hatte, ließ er seine Gegner aus dem Berliner Rat entfernen.
Wardenberg spielte eine wichtige Rolle beim Wiederaufbau der Doppelstadt nach den Stadtbränden von 1376 und 1380. Andererseits soll er seine Stellung benutzt haben, um Geld aus der Stadtkasse für eigene Zwecke zu verbrauchen und Straftaten von Freunden zu decken. Daraufhin wurde er als Bürgermeister abgesetzt, zum Tode verurteilt und hingerichtet. Gemäß einem Eintrag im Berliner Stadtbuch von 1391 wurden ihm insgesamt elf Vergehen vorgeworfen.
Tile Wardenberg wurde in der Berliner Siegesallee als eine der Nebenfiguren von Otto dem Faulen (Figurengruppe 12) dargestellt. Die Skulptur ist erhalten und in der Zitadelle Spandau ausgestellt.
Das Leben von Tile Wardenberg wurde im 19. Jahrhundert mehrfach literarisch gestaltet, u. a. von Willibald Alexis und Julius Wilhelm Otto Richter.
Seit dem 9. Januar 1901 ist die Tile-Wardenberg-Straße im Berliner Ortsteil Moabit nach ihm benannt.

## Rezeption
- Willibald Alexis: Der Roland von Berlin. F.A. Brockhaus, 1840 (historischer Roman)
- Willibald Alexis: Der falsche Woldemar, 1842 (historischer Roman)[8]
- Prof. Dr. J.W. Otto Richter alias „Otto von Golmen“: Thilo von Wardenberg. Berliner Zeit- und Charaktergemälde aus der zweiten Hälfte des 14. Jahrhunderts. Schall & Grund, Berlin 1897 (historischer Roman). urn:nbn:de:kobv:109-1-15418720 Zentral- und Landesbibliothek Berlin.